# Bernhard von Konstanz
Bernhard von Konstanz, auch: Bernhard der Sachse und Bernhard von Hildesheim, (* in Sachsen; † 15. März 1088 vermutlich in Corvey) war ein Domscholaster und Publizist.

## Leben
Bernhard von Konstanz, ein geborener Sachse, galt als Gelehrter mit einer umfassenden klassischen und kanonistischen Bildung. Er wurde 1049 Leiter der Domschule in Konstanz. 1072 wurde er vom Bischof von Hildesheim, Hezilo von Hildesheim, zum Leiter der Domschule in Hildesheim ernannt. Er trat nach 1085 in ein sächsisches Kloster ein, vermutlich in Corvey bei Höxter.
Bernhards Lehrer war ein Schüler von Adalbert von Konstanz. Bernold von Konstanz war einer seiner Schüler. Zusammen standen sie hinsichtlich der römischen Fastensynode von 1076 in einem Briefwechsel mit Papst Gregor VII.
Bernhard war ein Anhänger von Papst Gregor VII. und somit entschiedener Gegner von König Heinrich IV. Bernhard von Konstanz gilt während des Investiturstreits als Verfasser der Streitschrift Liber canonum contra Henricum IV. gegen König Heinrich IV., die man bei ihrer ersten Veröffentlichung Bischof Altmann von Passau zugeschrieben hat.
Er gilt als Verfasser der Fundatio ecclesiæ Hildensemensis aus dem Jahre 1075, die sich mit der Gründung des Bistums Hildesheim beschäftigt.

## Schriften
- Fundatio ecclesiae Hildensemensis, 1075
- De damnacione eorum qui papam totamque romanam synodum deauctorizare temptaverunt, et de sacramentis damnatorum. In: Libelli de lite imperatorum et pontificum saeculis XI. et XII. conscripti. Teil 2. Herausgegeben von Ernst Dümmler, Friedrich Thaner, Ernst Sackur u. a. Hannover 1892, S. 27 (Monumenta Germaniae Historica, Digitalisat)
- Liber canonum contra Henricum IV. In: Libelli de lite imperatorum et pontificum saeculis XI. et XII. conscripti. Teil 1. Herausgegeben von Ernst Dümmler, Lothar von Heinemann, Friedrich Thaner u. a. Hannover 1891, S. 471–516 (Monumenta Germaniae Historica, Digitalisat)